# Групе афинитета
Групе афинитета (енгл. affinity - сродност) су мале групе (3 до 20 чланова) активиста, који врше неку директну акцију.
Концепт „група афинитета“ је нарочито популаран у савременој анархистичкој теорији и пракси. Такве групе се јављају током демонстрација или других акција, када се групе појединаца релативно спонтано и привремено удружују и преузимају на себе део организационих или других послова. 
Група афинитета функционише као привремени колектив а сродност чланова групе је најчешће заснована на заједничким интересима, идејама или методологији спровођења циљева. 
Неки примери група афинитета су:
- добровољно припремање хране,
- техничка служба (организација озвучења, набавка техничких „потрепштина“ и сл.)
- пружање прве помоћи (медицински стручно особље као помоћ у демонстрацијама и сл.)
- правно саветовање и надгледање и документовање понашања државних органа (правно стручно особље даје правне савете, надгледа и документује понашање полиције и других инволвираних државних органа, итд.)
- подршка затвореника (особље које надгледа и документује хапшења, брине се о комуникацији и контактира „спољни свет“, итд.)
- навигација и маршрута (особље које има увид у глобално кретање демонстрације као и препрекама и резервним рутама, итд.)
- заштита (особље које се брине о заштити учесника демострација и по потреби организује акције заштите формирањем „физичког зида“ између органа реда и демонстраната, спречавање хапшења, итд.)
- пропаганда (дељење летака и других „потрепштина“, ношење застава и сл.)
- акција (лепљење плаката и сл.)